# French Valley

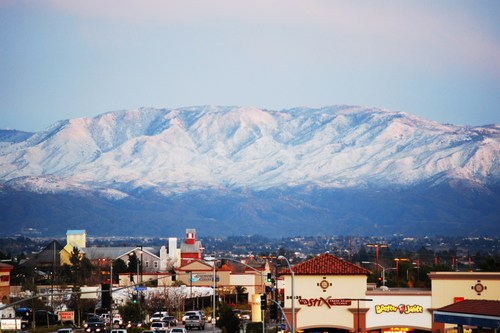
Vue de la French Valley à Murrieta.

La French Valley (en français : la vallée française), est une vallée située dans le comté de Riverside, au sud de la Californie dans le Inland empire et fait partie du Grand Los Angeles. Cette vallée a donné son nom à la cité de French Valley.

## Géographie
La French Valley débute au pied des monts San Jacinto. Elle s'étend depuis les villes de Temecula et Murrieta au Sud, jusqu'à celle de Hemet au Nord en passant par la cité de Winchester et celle de French Valley. La vallée est irriguée par intermittence par la rivière Santa Margarita. Un barrage artificiel a créé le lac Diamond Valley Lake situé près de la ville de Hemet.

## Histoire
Au cours du XIXe siècle, la région peuplée essentiellement de quelques vastes ranchs, vit l'arrivée d'un certain nombre de migrants et colons français, Canadiens-français et de Franco-louisianais venus de l'ancienne Louisiane française. Dès 1844, Louis Rubidoux originaire de Saint-Louis dans le Missouri arriva avec plusieurs compagnons trappeurs canadiens. Il fonda la ville de Rubidoux. La famille Borel, dont les membres étaient fermiers, s'établirent dans cette région méridionale de la Californie depuis le milieu du XIXe siècle en rachetant des parties de ranchos anciennement mexicains. La ville voisine de Declezville porte le nom de William Declez, né Guillaume Declez en France en 1848, et qui était entrepreneur de son état. Il ouvrit une carrière de granite dans les années 1860 dans cette cité de pionniers.

## Source
1. ↑  Histoire de la French Valley